# 2970 Pestalozzi
2970 Pestalozzi è un asteroide della fascia principale. Scoperto nel 1978 da Paul Wild, presenta un'orbita caratterizzata da un semiasse maggiore pari a 2,6410133 UA e da un'eccentricità di 0,1521359, inclinata di 12,06967° rispetto all'eclittica.
Questo asteroide è stato intitolato al pedagogo svizzero Johann Heinrich Pestalozzi.